# Роща каштана съедобного
Роща каштана съедобного — действующий памятник природы, расположенный в Урус-Мартановском районе Чечни, в 3 км от села Алхазурово, на территории Предгорненского лесхоза. На территории заказника запрещены охота, рыбалка, разведение костров и любые другие виды деятельности, могущие нанести ущерб природе.
Имеет статус особо охраняемой природной территории регионального (республиканского) значения.